# Clohars-Carnoët
Clohars-Carnoët é uma comuna francesa na região administrativa da Bretanha, no departamento Finisterra. Estende-se por uma área de 34,7 km². Em 2010 a comuna tinha 4 543 habitantes (densidade: 130,9 hab./km²).